# Bahnstrecke Börringe–Östratorp
| Dampftriebwagen der BAJ des Typs Rowan-Nydqvist |                      |                                                      |                                                      |
| Streckennummer: | BAJ / BÖJ            |                                                      |                                                      |
| Streckenlänge: | 22 km                |                                                      |                                                      |
| Spurweite: | 1435 mm (Normalspur) |                                                      |                                                      |
| Maximale Neigung: | 16,7 ‰               |                                                      |                                                      |
| Minimaler Radius: | 300 m                |                                                      |                                                      |
| Streckengeschwindigkeit: | 25 km/h              |                                                      |                                                      |
| |                      |                                                      |                                                      |
| \| \| \| Bahnstrecke Malmö–Ystad nach Malmö C \| \| \| \| 0 \| Börringe (1874–1970) \| Börringe (1874–1970) \| \| \| \| Bahnstrecke Malmö–Ystad nach Ystad C \| \| \| \| 2,7 \| Havgård (bis 1911 Defvelstorp, 1884–1957) \| Havgård (bis 1911 Defvelstorp, 1884–1957) \| \| \| \| Grönalund[1] (1906–1942) \| \| \| \| 5,5 \| Stävesjö (1884–1957) \| Stävesjö (1884–1957) \| \| \| 7,7 \| Anderslöv (1884–1960) \| Anderslöv (1884–1960) \| \| \| 11,3 \| Hönsinge \| Hönsinge \| \| \| 13,8 \| Jordberga (1887–1957) \| Jordberga (1887–1957) \| \| \| 14,2 \| Jordberga Sockerfabrik (1891–1974) \| Jordberga Sockerfabrik (1891–1974) \| \| \| \| Trelleborg–Rydsgårds Järnväg von Rydsgård \| \| \| \| 15,8 \| Klagstorp (1887–1974) \| Klagstorp (1887–1974) \| \| \| \| Trelleborg–Rydsgårds Järnväg nach Trelleborg \| \| \| \| 18,6 \| Äspö (1887–1957) \| Äspö (1887–1957) \| \| \| 21,2 \| Östratorps Lastplats (ab 1941 Hemmesdynge, bis 1950) \| Östratorps Lastplats (ab 1941 Hemmesdynge, bis 1950) \| \| \| 22,1 \| Smygehamn (bis 1950 Östra Torp) \| Smygehamn (bis 1950 Östra Torp) \| \| \| \| \| \| \| Quellen: [2][3][4] \| \| \| \| |                      |                                                      |                                                      |
| Strecke |                      | Bahnstrecke Malmö–Ystad nach Malmö C                 | Bahnstrecke Malmö–Ystad nach Malmö C                 |
| ehemaliger Bahnhof | 0                    | Börringe (1874–1970)                                 | Börringe (1874–1970)                                 |
| Abzweig ehemals geradeaus und nach links |                      | Bahnstrecke Malmö–Ystad nach Ystad C                 | Bahnstrecke Malmö–Ystad nach Ystad C                 |
| Bahnhof (Strecke außer Betrieb) | 2,7                  | Havgård (bis 1911 Defvelstorp, 1884–1957)            | Havgård (bis 1911 Defvelstorp, 1884–1957)            |
| Haltepunkt / Haltestelle (Strecke außer Betrieb) |                      | Grönalund (1906–1942)                                | Grönalund (1906–1942)                                |
| Bahnhof (Strecke außer Betrieb) | 5,5                  | Stävesjö (1884–1957)                                 | Stävesjö (1884–1957)                                 |
| Bahnhof (Strecke außer Betrieb) | 7,7                  | Anderslöv (1884–1960)                                | Anderslöv (1884–1960)                                |
| Bahnhof (Strecke außer Betrieb) | 11,3                 | Hönsinge                                             | Hönsinge                                             |
| Bahnhof (Strecke außer Betrieb) | 13,8                 | Jordberga (1887–1957)                                | Jordberga (1887–1957)                                |
| Bahnhof (Strecke außer Betrieb) | 14,2                 | Jordberga Sockerfabrik (1891–1974)                   | Jordberga Sockerfabrik (1891–1974)                   |
| Abzweig geradeaus und von links (Strecke außer Betrieb) |                      | Trelleborg–Rydsgårds Järnväg von Rydsgård            | Trelleborg–Rydsgårds Järnväg von Rydsgård            |
| Bahnhof (Strecke außer Betrieb) | 15,8                 | Klagstorp (1887–1974)                                | Klagstorp (1887–1974)                                |
| Abzweig geradeaus und nach rechts (Strecke außer Betrieb) |                      | Trelleborg–Rydsgårds Järnväg nach Trelleborg         | Trelleborg–Rydsgårds Järnväg nach Trelleborg         |
| Bahnhof (Strecke außer Betrieb) | 18,6                 | Äspö (1887–1957)                                     | Äspö (1887–1957)                                     |
| Blockstelle (Strecke außer Betrieb) | 21,2                 | Östratorps Lastplats (ab 1941 Hemmesdynge, bis 1950) | Östratorps Lastplats (ab 1941 Hemmesdynge, bis 1950) |
| Kopfbahnhof Streckenende (Strecke außer Betrieb) | 22,1                 | Smygehamn (bis 1950 Östra Torp)                      | Smygehamn (bis 1950 Östra Torp)                      |
| |                      |                                                      |                                                      |
| Quellen: |                      |                                                      |                                                      |

Die Bahnstrecke Börringe–Östra Torp war eine normalspurige schwedische Eisenbahnstrecke in Skåne, eine der fünf mit Dampftriebwagen bedienten Eisenbahnstrecken in Schonen (schwedisch Ångspårvägar). Sie wurde in zwei Teilen gebaut, zwischen Börringe und Anderslöv von der Börringe–Anderslövs Järnvägsaktiebolag (BAJ), einer privaten Eisenbahngesellschaft, und zwischen Anderslöv und Östra Torp von der Börringe–Östratorps Järnvägsaktiebolag (BÖJ).

## Geschichte
Bei der Gründung der Malmö–Ystads Järnvägsaktiebolag (MYJ) wurde ein zwölf Personen starkes Gremium gebildet, das am 3. Dezember 1872 zusammentrat. Zum Vorsitzenden des Vorstands wurde Graf Corfitz Beck-Friis gewählt, dem Gremium gehörten ferner Graf Arvid Posse, Freiherr Julius Stjernblad, Graf O. Thott, Rittmeister M. Hallenborg, Kabinettskammerherr G. von Geijer, Konsul H. Friis, Gutsbesitzer P. Kockum und Kaufmann W. Luttropp an.
Die Versammlung beschloss, eine Konzession für die Strecke Malmö–Ystad zu beantragen. Es wurde zudem beschlossen, eine Konzession für die Strecke Börringe–Anderslöv zu beantragen und diese zu bauen, wenn genügend Geld vorhanden wäre.
Die Konzessionen für beide Strecken wurden am 4. Februar 1873 erteilt. Ein Kostenvoranschlag für die Börringe–Anderslöv wurde von Leutnant E. Sandell vom Väg- och vattenbyggnadskåren (deutsch Weg- und Wasserbaubüro) vorbereitet. Die Kosten wurden auf 300.000 Kronen einschließlich der Fahrzeuge geschätzt. Die Strecke sollte in der Spurweite von 1.067 mm gebaut werden, wie sie für die Strecke Malmö–Ystad angedacht war. Die Strecke sollte mit Schienen mit einem Metergewicht von 17 kg/m gebaut werden.
Bereits im Dezember 1872 war versucht worden, verschiedene Personen zum Bezug von Aktien für die vorgeschlagene Nebenstrecke zu interessieren. Das Interesse war gering, ein weiterer Versuch 1873 brachte das gleiche schlechte Ergebnis. Erst im dritten Versuch 1882 gelang es, Aktien für fast 150.000 Kronen zu verkaufen. Es wurde beschlossen, das Ingenieurbüro  Wessel & Posse aus Gävle mit den Kostenschätzungen für eine Eisenbahn mit einem leichten Oberbau zu beauftragen, die als Dampfstraßenbahn gebaut werden sollte. Die Strecke sollte acht Kilometer lang sein und in Normalspur mit 1435 mm ausgeführt werden. Die Kosten wurden auf 262.000 Kronen einschließlich der Fahrzeuge geschätzt.
Da die alte Konzession abgelaufen war, beantragte MYJ eine neue Lizenz, die am 31. Mai 1883 erteilt wurde. Die Konzession schrieb unter anderem vor, dass das geplante Metergewicht der Schienen von 14,8 kg/m auf 17,2 kg/m erhöht werden musste, die Bauarbeiten nicht später als am 1. Juni 1883 beginnen sollten und die Strecke für den Verkehr am 1. Juni 1884 zur Verfügung stehen müsse.

## Börringe–Anderslövs Järnvägsaktiebolag
In den frühen 1880er Jahren wurde ein neuer Versuch unternommen und es wurden Aktien für 150.000 Kronen gezeichnet. Nun beantragte Malmö–Ystads Järnvägsaktiebolag eine neue, überarbeitete Konzession mit 1435 mm Spurweite, welche am 24. März 1882 genehmigt wurde. Dies führte 1883 zur Gründung von Börringe–Anderslövs Järnvägsaktiebolag, welche die Konzession übertragen bekam.  Die Bauarbeiten wurden im gleichen Jahr begonnen und die fertige Strecke am 21. Februar 1884 eröffnet. Ohne Fahrzeuge kostete die Strecke 262.000 Kronen.

## Börringe–Östratorps Järnvägsaktiebolag
1885 erhielt die Gesellschaft eine Konzession für eine Erweiterung für die Strecke von Anderslöv nach Östratorp (Anderslöv–Östratorps Järnväg). Diese Strecke wurde am 1. Oktober 1887 eröffnet. Der Name der nunmehrige Gesamtstrecke wie der Gesellschaft wurde in Börringe–Östratorps Järnväg (BÖJ) geändert.
Der Name des Ortes Östratorp wechselte 1950, er heißt nun Smygehamn.

## Fahrzeuge
Die Strecke war eine der fünf als mit Dampftriebwagen bediente Eisenbahnstrecken bezeichneten Bahnstrecken in Skåne. Dies waren Bahnstrecken, die aus Kostengründen möglichst preiswert gebaut wurden. Es wurden leichtere Schienen verwendet und im Zugbetrieb Dampftriebwagen eingesetzt, bei denen der Schaffner neben seinen Aufgaben auch die des Heizers verrichtete. Die Triebwagen konnten einige Güter- oder Personenwagen mitführen. Dieses System stammt aus Dänemark, wo William Rowan mit einer dampsporvej Experimente unternahm. Als erste Bahnen dieses Typs wurden die dänischen Randers–Hadsundsbanen und Gribskovbanen betrieben. Die dortigen Erkenntnisse waren die Grundlagen für die Ångspårvägar in Skåne. Die erste schwedische Strecke dieser Bauart war Gärds Härads järnväg.
Für den Betrieb der Strecke wurden folgende Fahrzeuge beschafft:
| Nummer | Name      | Bauart          | Achsfolge | Hersteller                      | Fabr.-Nr./ Baujahr | Besonderes                                                         |
| ------ | --------- | --------------- | --------- | ------------------------------- | ------------------ | ------------------------------------------------------------------ |
| 1      | ANDERSLÖF | Tenderlok       | 2 B t     | Nydqvist & Holm AB, Trollhättan | 189/ 1883          | [ 8 ]                                                              |
| 1      |           | Dampftriebwagen | 2 B       | Nydqvist & Holm AB, Trollhättan | 190/ 1883          | Wagenkasten von Atlas AB                                           |
| 2      | SMYGE     | Tenderlok       | 1 B t     | Hanomag, Hannover               | 1924/ 1887         | 1934 in BÖJ 50 umgezeichnet, 1941 an SJ Å6 1606, 1944 verschrottet |

Für die Aufnahme des Verkehrs beschaffte Börringe–Anderslövs Järnvägsaktiebolag eine Dampflokomotive und einen Dampftriebwagen sowie zwei Personen- und zehn Güterwagen. Im Zusammenhang mit der Verlängerung der Strecke nach 1887 nach Östratorp wurde eine weitere Dampflok aus Deutschland und zwölf Güterwagen von Kockums mekaniska verkstad gekauft. In den Folgejahren wurden weitere Fahrzeuge gekauft.

## Verstaatlichung
Im Rahmen der allgemeinen Eisenbahnverstaatlichung wurden am 1. Juli 1941 alle Bahngesellschaften, die im Konsortium Trafikförbundet Ystads Järnvägar verbunden waren, verstaatlicht. Damit übernahmen Statens Järnvägar den Zugverkehr.

## Stilllegung
Der Personenverkehr wurde am 1. November 1957 eingestellt, das Ende des Güterverkehrs folgte im Abschnitt Börringe–Anderslöv am 14. April 1959 und zwischen Anderslöv und Jordberga am 1. August 1960. Von Anderslöv fuhren bis zum gleichen Termin die Güterzüge über die Börringe–Anderslövs Järnväg über Klagstorp und weiter über die Trelleborg–Rydsgårds Järnväg nach Trelleborg. Die gesamte Strecke ist abgebaut.
Teilstücke des ehemaligen Bahndammes können noch erkannt werden. Zudem sind einige Bahnhöfe erhalten.